# Olympia Brown
Olympia Brown (5. januar 1835 - 23. oktober 1926) var en amerikansk kvindesagsforkæmper. Hun anses for at være den første kvinde, der tog eksamen fra et teologisk fakultet på et universitet, St. Lawrence University. Desuden regnes hun også for at være den første kvinde, der beklædte en fuldtidsstilling som præst. Hun havde gode taleregenskaber og en brændende tro på kønnenes ligestilling, så hun blev en af Susan B. Anthonys nære samarbejdspartnere i den tidlige kvindesagskamp.